# Rasgulla
Rasgulla (sanskrit: रसगोलकम्), oriya: ରସଗୋଲା ; bengali: রসগোল্লা; hindi: रसगुल्ला) är en indisk dessert som kan beskrivas som en konstgjord frukt av mjölk, honung och citroner.